# Иоткино (Нелидовское сельское поселение)
Иоткино (Йоткино) — пригородная деревня в Нелидовском районе Тверской области. Входит в состав Нелидовского сельского поселения. В районе есть другая деревня Иоткино (на реке Березе).
Находится к югу от города Нелидово, главная улица протянулась от шоссе на город Белый до реки Межи, через которую перекинут мост. Территория деревни к северу от улицы Широкой включена в черту города Нелидово.
Население по переписи 2002 года — 141 человек, 68 мужчин, 73 женщины.
В Иоткино — дирекция совхоза «Нелидовский».

## История
Село Йоткино фиксируется источниками с XV века. По данным 1859 года село Ѣдкино (Богословское) при реке Меже имеет православную церковь и 48 жителей при 9 дворах. Во второй половине XIX — начале XX века село Иоткино центр одноимённых волости и прихода Бельского уезда Смоленской губернии. К Иоткинской волости относились все деревни центральной части современного Нелидовского района, в том числе и возникший в 1900 году посёлок при станции Нелидово. В 1923 году волостным центром стало Нелидово.